# Museo Tirolés de Folclore y Arte

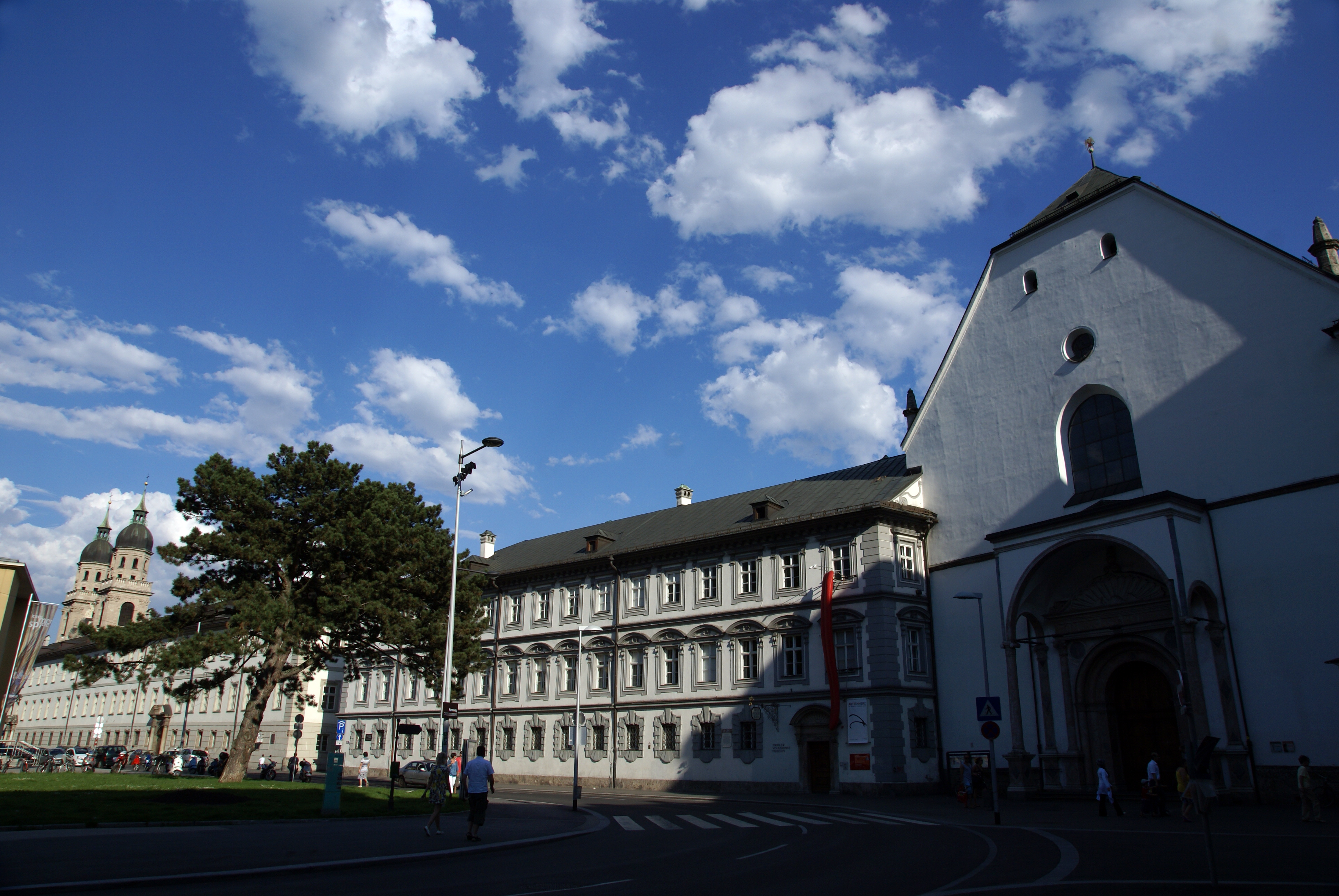
Museo en Innsbruck

El Museo Tirolés de Folclore y Arte en (alemán Tiroler Volkskunstmuseum) es considerado uno de los museos más valiosos y bellos en Europa. Está localizado en la ciudad de Innsbruck en Austria en la región de Tirol. El museo contiene la colección más importante de arte y cultura en la región del Tirol.

## Edificio
Ubicado en cuatro naves de un magnífico convento del siglo XII, un antiguo convento franciscano reconstruido durante el renacimiento. En 1888, la asociación comercial tirolesa decidió crear un museo en Innsbruck. Originalmente, las colecciones eran relativamente básicas, pero pronto se agregaron nuevas piezas y el museo se convirtió rápidamente en un verdadero lugar de conocimiento. El museo de arte popular del Tirol, como se conoce hoy en día, se inauguró en 1929. Las numerosas colecciones se distribuyen en dos plantas. Destacan las colecciones de disfraces, de arte religioso o colecciones dedicadas al Barroco y el Renacimiento. Es un conjunto de artesanías y objetos tradicionales, antigüedades, vajillas, textiles y objetos religiosos entre otros que representa el arte de todas las regiones del Tirol.

## Galería

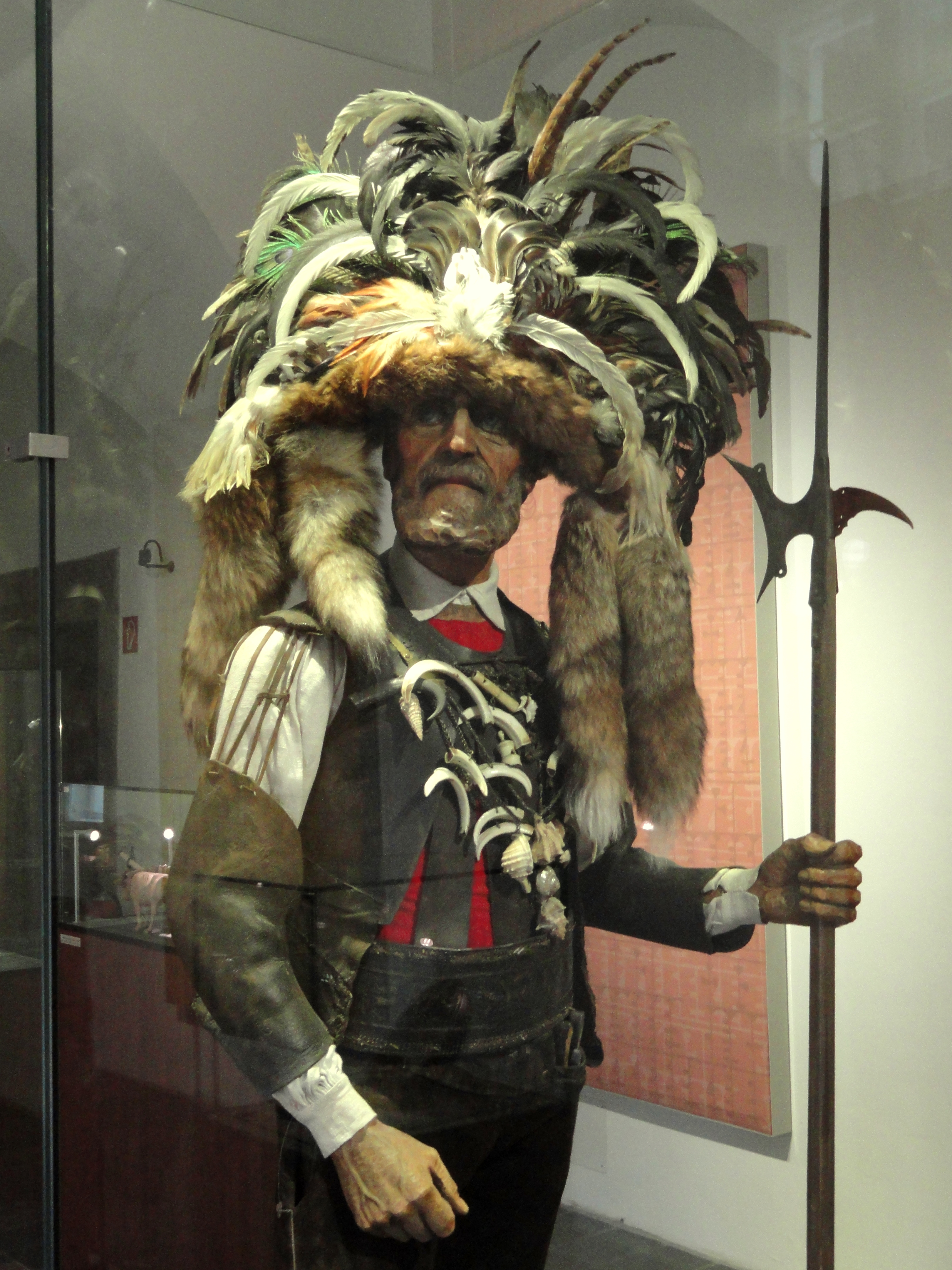
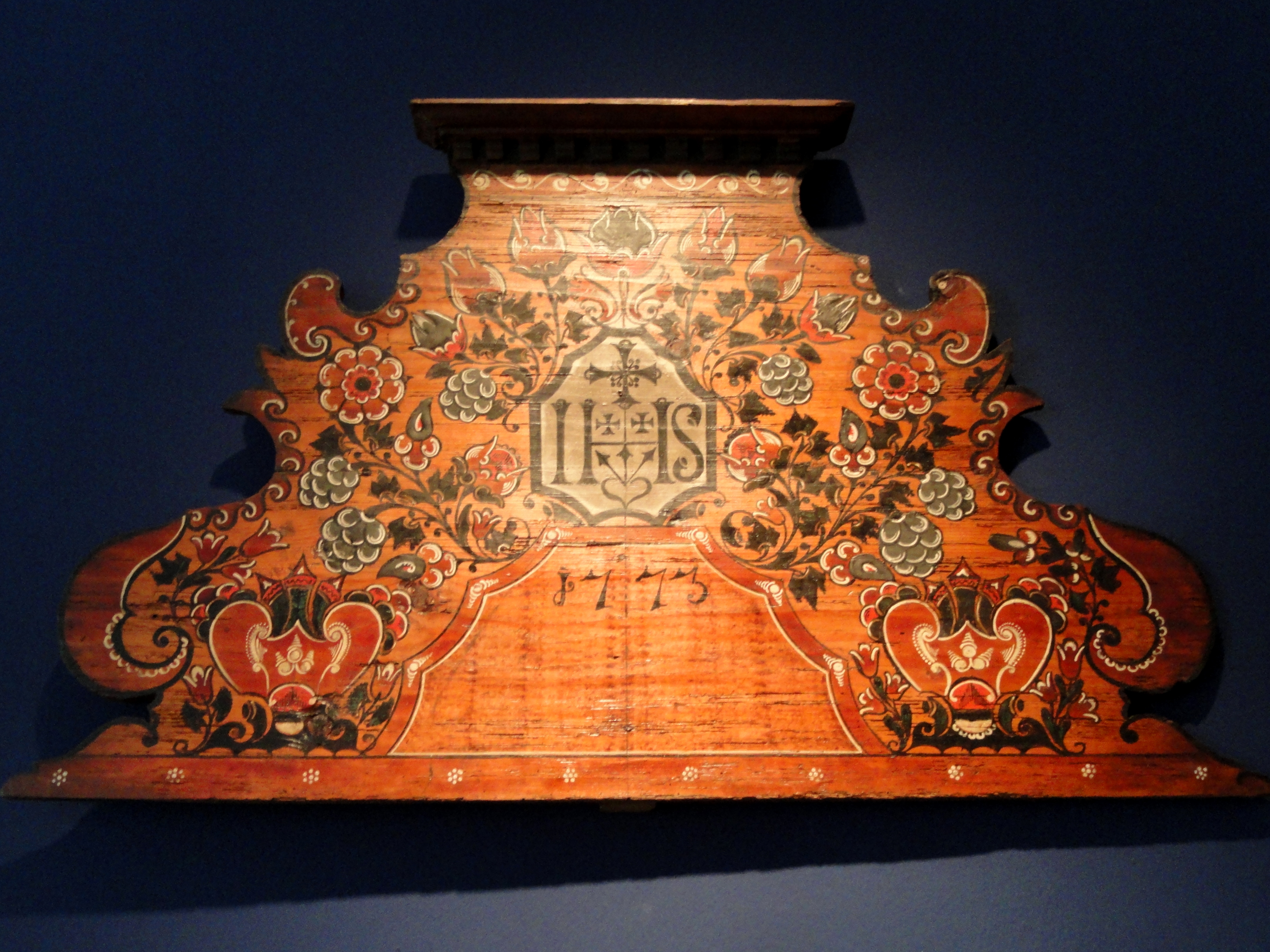
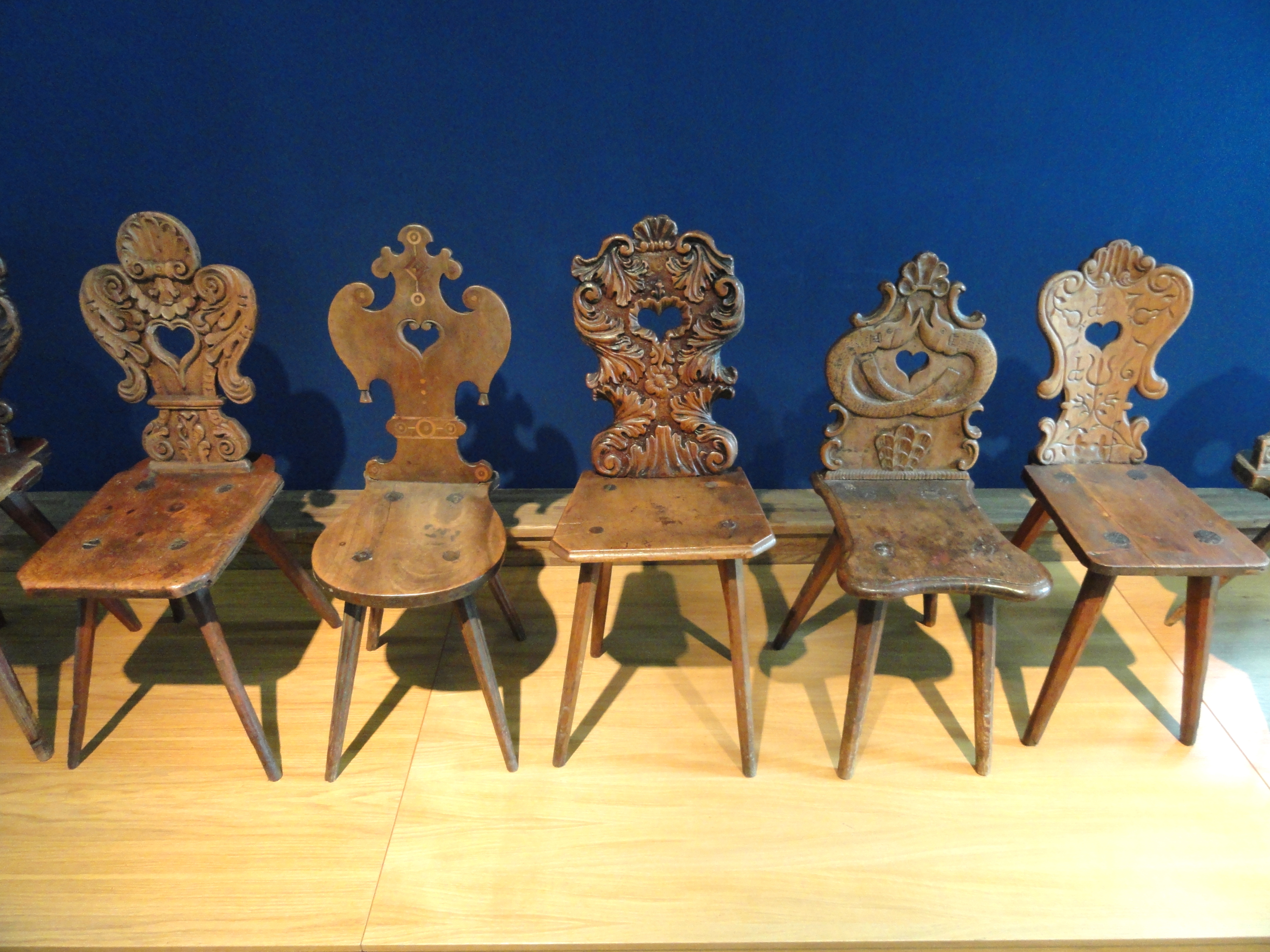
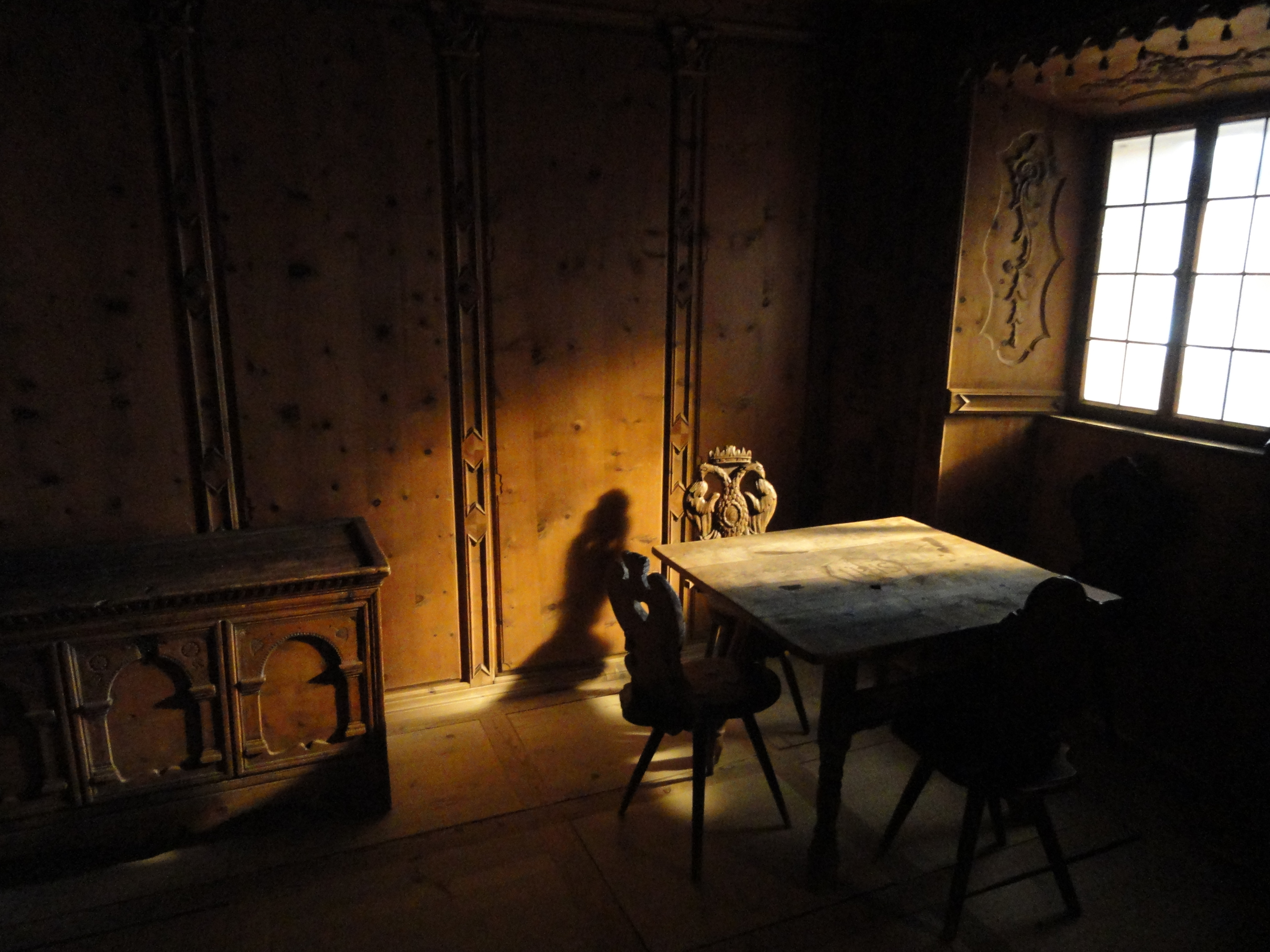
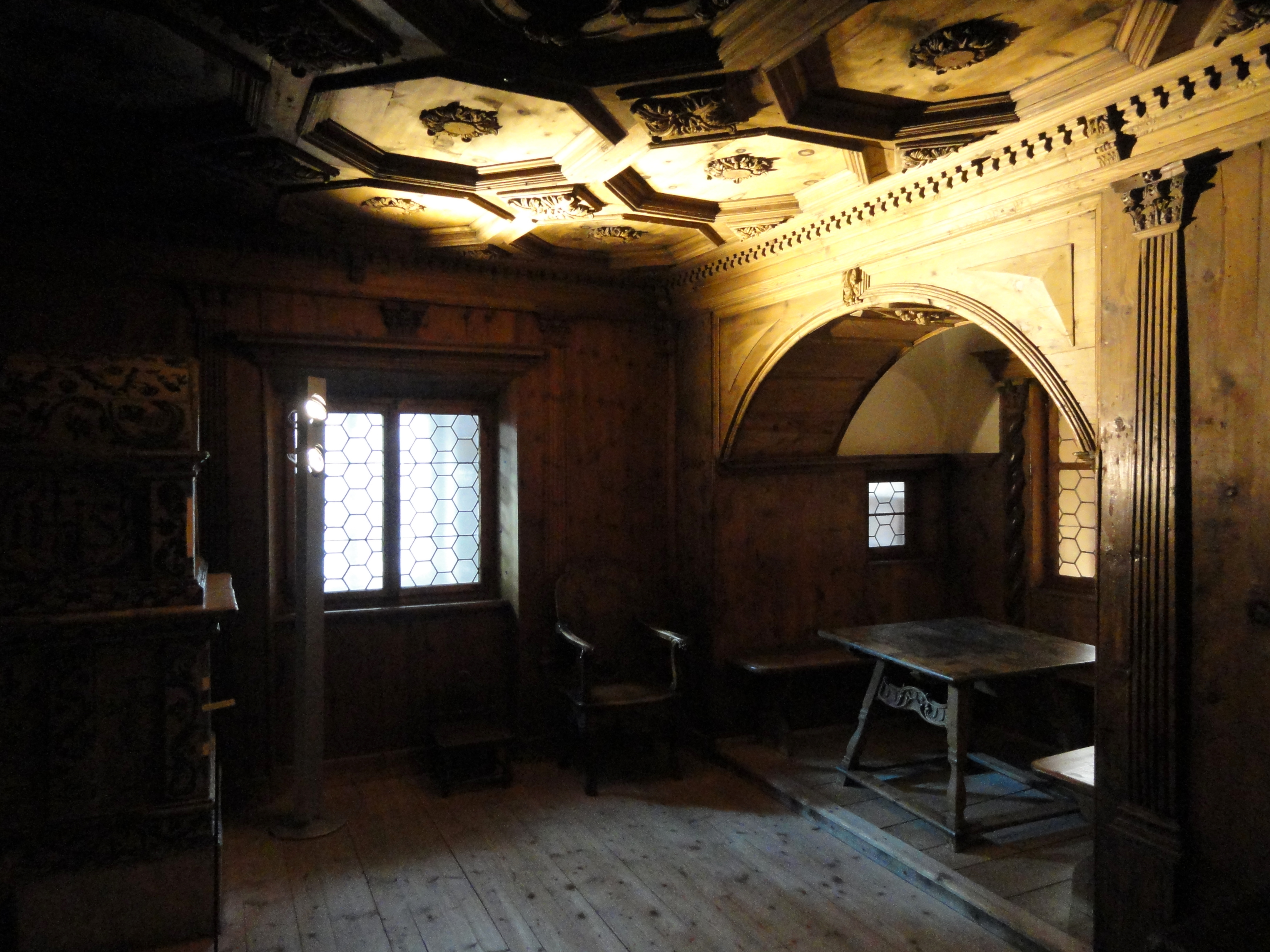
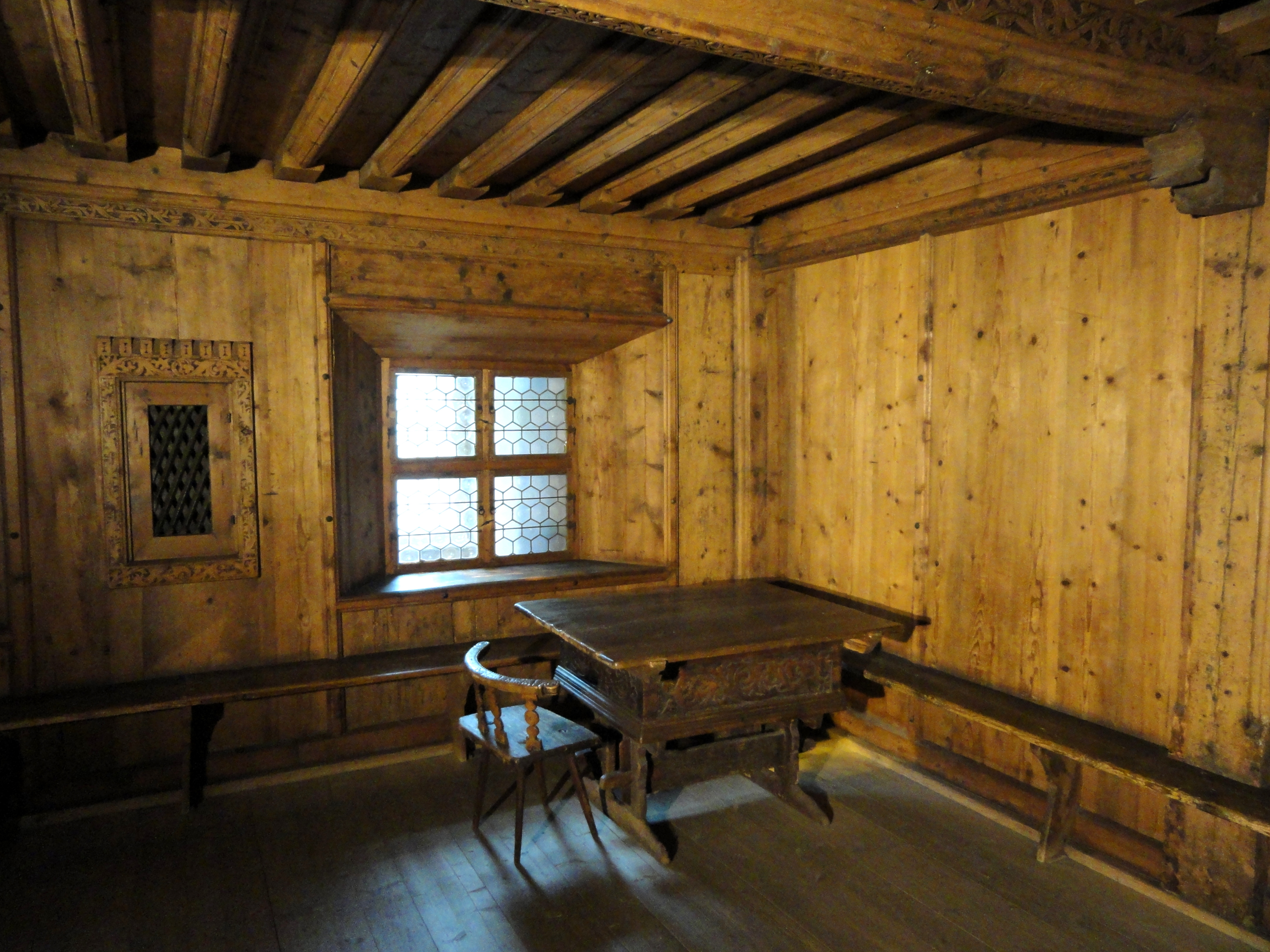
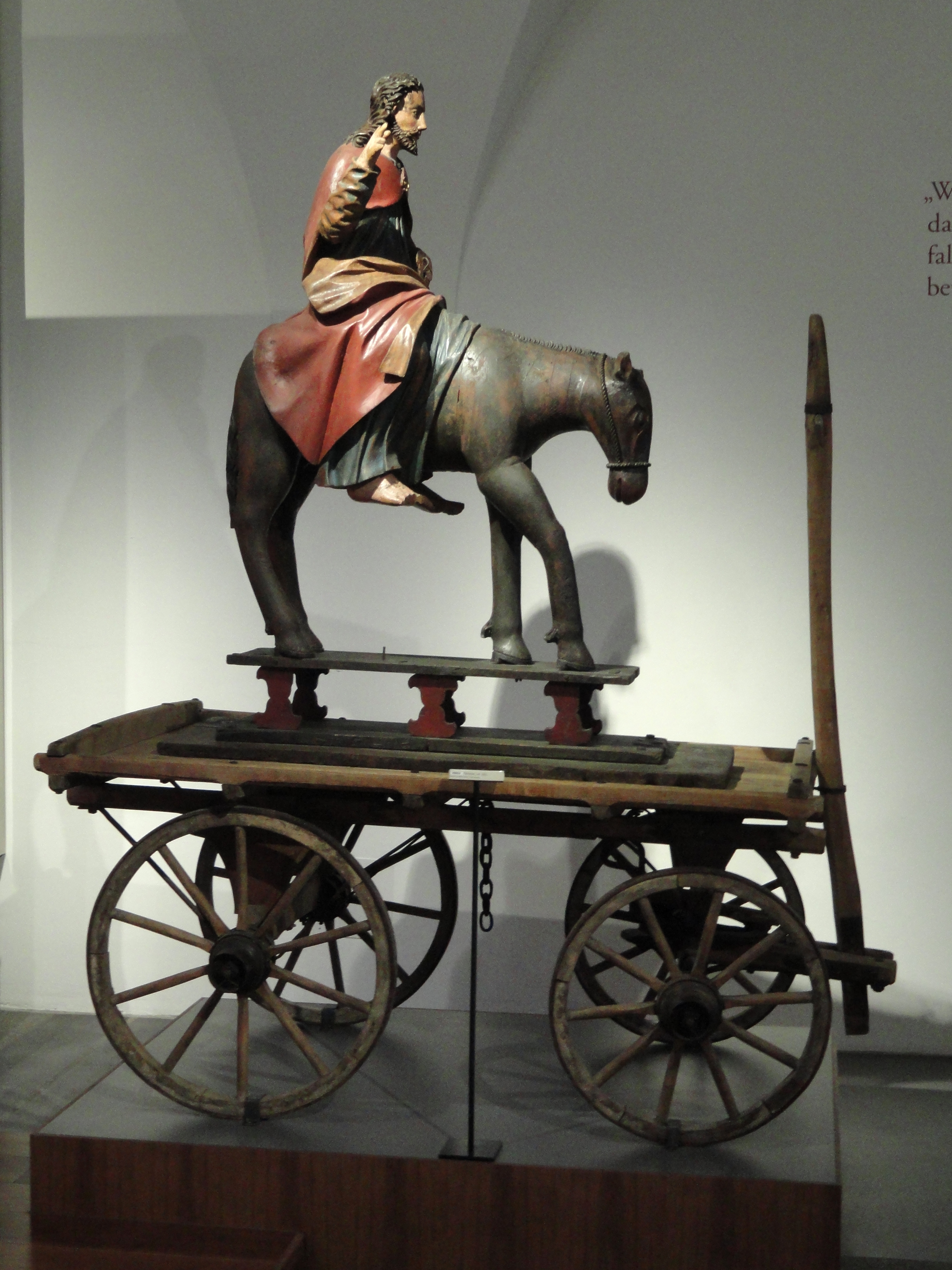
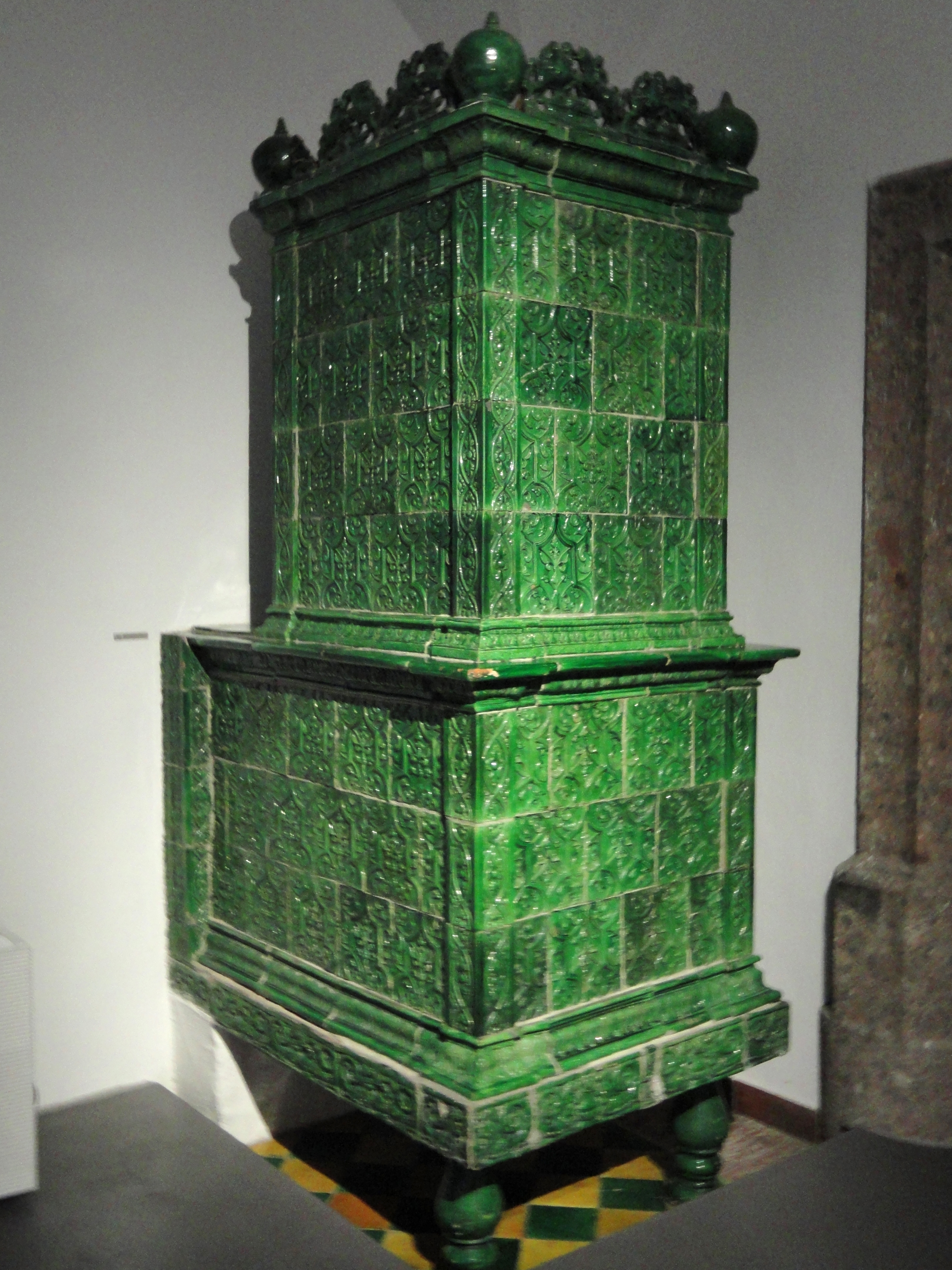